# Veniamine Dorman
Pour les articles homonymes, voir Dorman.
Veniamine Davydovitch Dorman (en russe : Вениами́н Давы́дович До́рман), né le 12 février 1927 à Odessa et décédé le 22 janvier 1988 à Moscou, est un réalisateur soviétique.
L'œuvre la plus célèbre de Dorman est la tétralogie d'espionnage sur l'agent double Mikhaïl Tulyev (L'espion commet une erreur, Le Destin de l'espion, Le Retour de l'espion, La Fin de l'opération Espion),,.

## Biographie
Fils du compositeur David Dorman, Veniamin Dorman naît à Odessa.
Depuis 1943, il travaille au Cirque d'État et participe aux travaux des brigades de première ligne du Club central des constructeurs de Moscou. En 1943, il étudie au département d'architecture de l'Institut de génie civil de Moscou. Depuis 1944, il étudie au département de mise en scène de VGIK dans l'atelier de Grigori Kozintsev.
Après avoir obtenu son diplôme de l'institut en 1951, il fut affecté au studio d'actualités de Saratov, puis au studio de Rostov. Il réalise un certain nombre de films documentaires.
Depuis 1957, il est réalisateur au Studio Gorki et fut le deuxième réalisateur du film Le Don paisible  réalisé par Sergueï Guerassimov, tiré du roman du même titre de Mikhaïl Cholokhov (1958). Il fait ses débuts en tant que réalisateur avec la comédie musicale Le Printemps des jeunes filles (ru) (1960) coréalisée avec Guenrikh Oganessian.  
Il écrit les scénarios pour les épisodes de série télévisée humoristique pour enfants Eralach et Fitil
Membre du PCUS depuis 1959, membre de l'Union des cinéastes de l'URSS.
Décédé le 22 janvier 1988, il est inhumé à Moscou au cimetière Golovinskoïe.

## Filmographie

### Réalisateur
- 1954 : Au nord de Stalingrad (Севернее Сталинграда)
- 1955 : Championnat d'URSS de lutte gréco-romaine en 1955 (На первенство СССР по классической борьбе 1955 г)
- 1956 : Le chemin de la recherche (Путь исканий)
- 1958 : La Naissance d'un film (Рождение фильма)
- 1960 : Printemps de jeunes filles (ru) (Девичья весна) coréalisé avec Guenrikh Oganessian[4]
- 1962 : Histoires drôles (ru) (Весёлые истории)
- 1963 : Coup franc (ru) (Штрафной удар)
- 1964 : La Vie facile (ru) (Лёгкая жизнь)
- 1965 : Venez sur le Baïkal (ru) (Приезжайте на Байкал)
- 1968 : L'espion commet une erreur (Ошибка резидента)[1],[2]
- 1970 : Le Destin de l'espion (Судьба резидента)[1],[2]
- 1973 : Terrain sur demande (ru) (Земля, до востребования)
- 1975 : L'Expédition disparue (ru) (Пропавшая экспедиция)
- 1976 : La Rivière d'or (ru) (Золотая речка)
- 1978 : Disparition (ru) (Исчезновение)
- 1979 : Le Détournement du Savoy (ru) (Похищение «Савойи»)
- 1980 : Incident nocturne (ru) (Ночное происшествие)
- 1982 : Le Retour de l'espion (Возвращение резидента)[1],[2]
- 1984 : L'Ange d'airain (Медный ангел)
- 1986 : La Fin de l'opération Espion (Конец операции «Резидент»)[1],[2]
- 1987 : Le Cercle déchiré (ru) (Разорванный круг)

### Scénariste
- 1960 : Vanka (Ванька)
- 1976 : Eralach (Ералаш), épisode L'Histoire d'amour

### Assistant réalisateur
- 1958 : Le Don paisible (Тихий Дон) de Sergueï Guerassimov

## Distinctions
- Ordre du Drapeau rouge du Travail (1986)